# Látrabjarg
Látrabjarg – urwisko w Islandii, najdalej wysunięte na zachód miejsce na Islandii.
Jest to największe miejsce lęgowe ptactwa w Europie. W klifie o długości ok. 14 km i wysokości do 440 m mają swoje gniazda miliony ptaków. Urwisko ma szczególne znaczenie ze względu na występowanie znacznej części osobników niektórych gatunków w tym miejscu (przykładowo, szacuje się, że znajduje się tu 40% światowej populacji alki).